# Verfassungsreferendum in der Republik China (Taiwan) 2022
Am 26. November 2022 wurde in der Republik China auf Taiwan ein Referendum über eine Verfassungsänderung, die das Wahlalter von 20 auf 18 Jahre absenken sollte, abgehalten. Die Mehrheit der Abstimmenden befürwortete die Verfassungsänderung, jedoch war das Referendum aufgrund zu geringer Wahlbeteiligung ungültig.

## Hintergrund
Seit Inkrafttreten der Verfassung aus dem Jahr 1947 lag das Wahlalter in Taiwan bei 20 Jahren. Anfang der 2020er Jahre wiesen die allermeisten Staaten der Welt ein Wahlalter von 18 Jahren auf. Einige asiatische Nachbarstaaten Taiwans hatten in neuerer Zeit das Wahlalter gesenkt, so z. B. Japan im Jahr 2016 von 20 auf 18 Jahre, Südkorea im Jahr 2020 von 19 auf 18 Jahre und Malaysia im Jahr 2021 von 21 auf 18 Jahre.

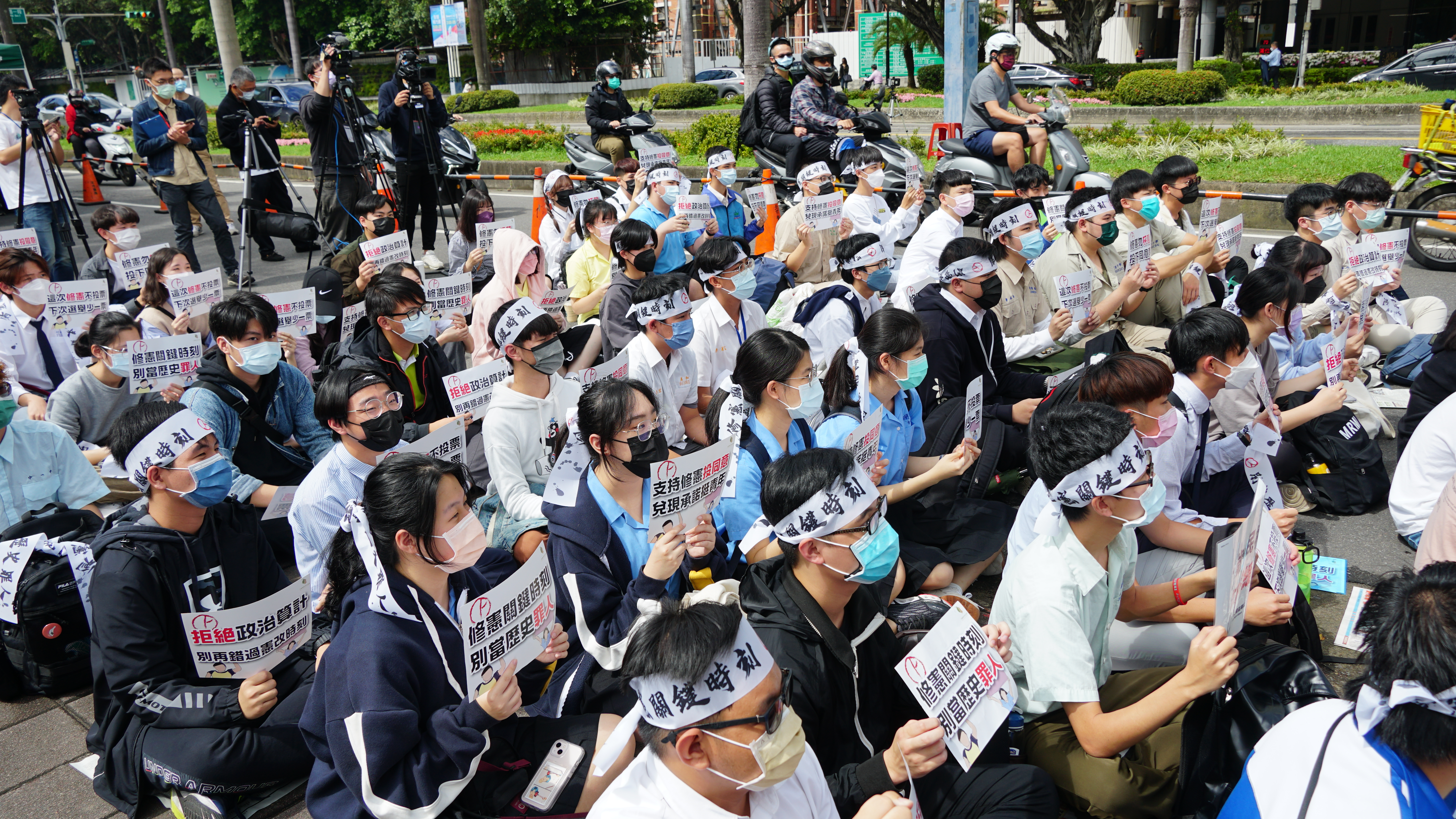
Demonstration von Studenten am 25. März 2022 vor dem Gebäude des Legislativ-Yuans für ein Wahlalter von 18 Jahren

Auch in Taiwan kam eine Diskussion um die Senkung des Wahlalters in Gang. Am 27. März 2020 brachte die oppositionelle Kuomintang (KMT) einen Gesetzesentwurf zur Senkung des Wahlalters auf 18 Jahre in den Legislativ-Yuan ein. Das Vorhaben stieß bei allen Parteien auf grundsätzliche Zustimmung. Es wurde als inkonsequent empfunden, dass Taiwaner ab 18 Jahren zwar heiraten durften, Pflichten wie den Militärdienst hatten und vor Gericht als Erwachsene galten, aber gleichzeitig nicht wählen durften. Gegner des Vorhabens argumentierten, dass 18- und 19-Jährige politisch noch zu unreif seien. Obwohl die Gesetzesinitiative von der Kuomintang ausgegangen war, zeigte eine Meinungsumfrage der Chengchi-Nationaluniversität im Jahr 2021, dass mehr als zwei Drittel der KMT-Anhänger das Vorhaben ablehnten, während mehr als die Hälfte der Anhänger der regierenden Demokratischen Fortschrittspartei (DPP) es befürworteten. Dabei spielte wahrscheinlich eine Rolle, dass Jungwähler meist die DPP bevorzugen.
Für die Senkung des Wahlalters war eine Verfassungsänderung notwendig. Eine solche erfordert die Zustimmung des Parlaments mit Dreiviertelmehrheit und die Zustimmung von mindestens 50 % der Wahlberechtigten (nicht nur der Wähler) in einem anschließenden Referendum. Am 19. Januar 2022 wurde ein erster Gesetzesentwurf zu einer Verfassungsänderung, der gemeinsam von der DPP, der Taiwanischen Volkspartei (TPP) und der New Power Party (NPP) formuliert worden war, vom Verfassungsausschuss des Legislativ-Yuans gutgeheißen. Die KMT war aus Protest dagegen, dass die Agenda ganz von der DPP formuliert worden war, der Sitzung ferngeblieben. Letztlich wurde aber eine Einigung zwischen den Parteien erzielt und der Legislativ-Yuan stimmte am 25. März 2022 geschlossen mit 109 zu 0 Stimmen für die vorgesehene Verfassungsänderung zur Absenkung des Wahlalters.
Am 15. April 2022 legte die Zentrale Wahlkommission Taiwans den Termin für das Referendum auf den 26. November 2022 fest. Am selben Tag waren auch Kommunalwahlen terminiert. Die Zusammenlegung mit dem Termin der Regionalwahlen war nicht unumstritten. Beim Referendum 2021 waren die Wähler unter anderem gefragt worden, ob Referenden, wenn zeitlich möglich, obligat mit Wahlterminen zusammengelegt werden sollten. Dieser Vorschlag war von der DPP damals abgelehnt worden und auch die Wähler hatten knapp mehrheitlich dagegen gestimmt. Da es sich dieses Mal um ein Verfassungsreferendum handelte, galten allerdings andere Bestimmungen als für normale Referenden, und die Wahlkommission argumentierte, dass die Zusammenlegung der Termine wahrscheinlich zu einer höheren Wahlbeteiligung führen würde. In dieser Argumentation wurde sie von Bürgerrechtsorganisationen unterstützt.

## Frage des Referendums
Auf dem Stimmzettel war die Verfassungsänderung aufgedruckt.

「中華民國憲法增修條文增訂第一條之一條文修正案：

第一條之一

中華民國國民年滿十八歲者，有依法選舉、罷免、創制、複決及參加公民投票之權。除本憲法及法律別有規定者外，年滿十八歲者，有依法被選舉之權。
憲法第一百三十條之規定，停止適用。」

„Änderung von Artikel 1.1 der Zusatzbestimmungen zur Verfassung der Republik China.

Artikel 1-1

Die Bürger der Republik China, die das achtzehnte Lebensjahr vollendet haben, haben das Recht zu wählen, abzuwählen, Volksabstimmungen zu initiieren und sich an öffentlichen Wahlen gemäß den gesetzlichen Bestimmungen zu beteiligen. Soweit in dieser Verfassung und in den Gesetzen nichts anderes bestimmt ist, hat jede Person, die das achtzehnte Lebensjahr vollendet hat, das Recht, nach Maßgabe der Gesetze gewählt zu werden.
Die Bestimmungen des Artikels 130 der Verfassung finden keine Anwendung mehr.“

## Ergebnis

Landesweites Ergebnis nach Gemeinden

Etwa 5,6 Millionen Wähler (entsprechend knapp 53 Prozent der gültigen Stimmen) sprachen sich für die Verfassungsänderung aus und 5,0 Millionen Wähler dagegen. Die Zahl der ungültigen Stimmen lag mit etwa 6 Prozent relativ hoch. Die erforderlichen 50 Prozent Zustimmung der Wahlberechtigten für eine Gültigkeit des Referendums wurden damit weit verfehlt.
|                   | Stimmen    | %      | % der Wahlberechtigten |        |
| ----------------- | ---------- | ------ | ---------------------- | ------ |
| Für               | 5.647.102  | 52,96  | 029,35                 |        |
| Gegen             | 5.016.427  | 47,04  | 026,07                 |        |
| Gültige Stimmen   | 10.663.529 | 93,99  | 055,54                 |        |
| Ungültige Stimmen | 682.403    | 6,02   | 03,55                  |        |
| Stimmen gesamt    | 11.345.932 | 100,00 | 058,97                 |        |
| Wahlberechtigte   | 19.239.392 | –      | 100,00                 | 100,00 |

In ersten Reaktionen nannten Vertreter aller politischen Richtungen (DPP, KMT und weitere) das Ergebnis „bedauerlich“ und kündigten an, sich weiter für die Absenkung des Wahlmindestalters einzusetzen.